# Caspar Kulenkampff
Caspar Kulenkampff (* 12. November 1921 in Bremen; † 29. März 2002 in Hamburg) war ein deutscher Psychiater. Er war der Sohn des Violinvirtuosen Georg Kulenkampff.

## Biografie
Kulenkampff stammte aus der Bremer Kaufmannsfamilie Kulenkampff. Er  absolvierte nach dem Abitur mit Unterbrechung wegen seiner Teilnahme am Zweiten Weltkrieg ein Studium der Medizin. In der Folge schloss er eine Weiterbildung als Psychiater und Neurologe in Heidelberg ab. 1952 wechselte Kulenkampff an die psychiatrische Klinik der Universität Frankfurt, habilitierte sich unter Jürg Zutt, bevor er dort 1960 zum Leitenden Oberarzt bestellt wurde. 1966 wurde Kulenkampff der Lehrstuhl für Psychiatrie an der Universität Düsseldorf sowie die Leitung des Psychiatrischen Großkrankenhauses Düsseldorf-Grafenberg übertragen.
Nachdem Kulenkampff bereits 1962 an der Frankfurter Klinik als Reaktion auf die schlechten Bedingungen der mehr auf Bewahrung als auf Behandlung untergebrachten Patienten eine erste Tagesklinik, danach eine Nachtklinik sowie ein Übergangsheim geschaffen hatte, gelang es ihm zusammen mit dem Lehrstuhlinhaber für Psychiatrie an der Universität Heidelberg Walter Ritter von Baeyer, die Ideen einer Psychiatriereform im Deutschen Verein für Öffentliche und Private Fürsorge publik zu machen.

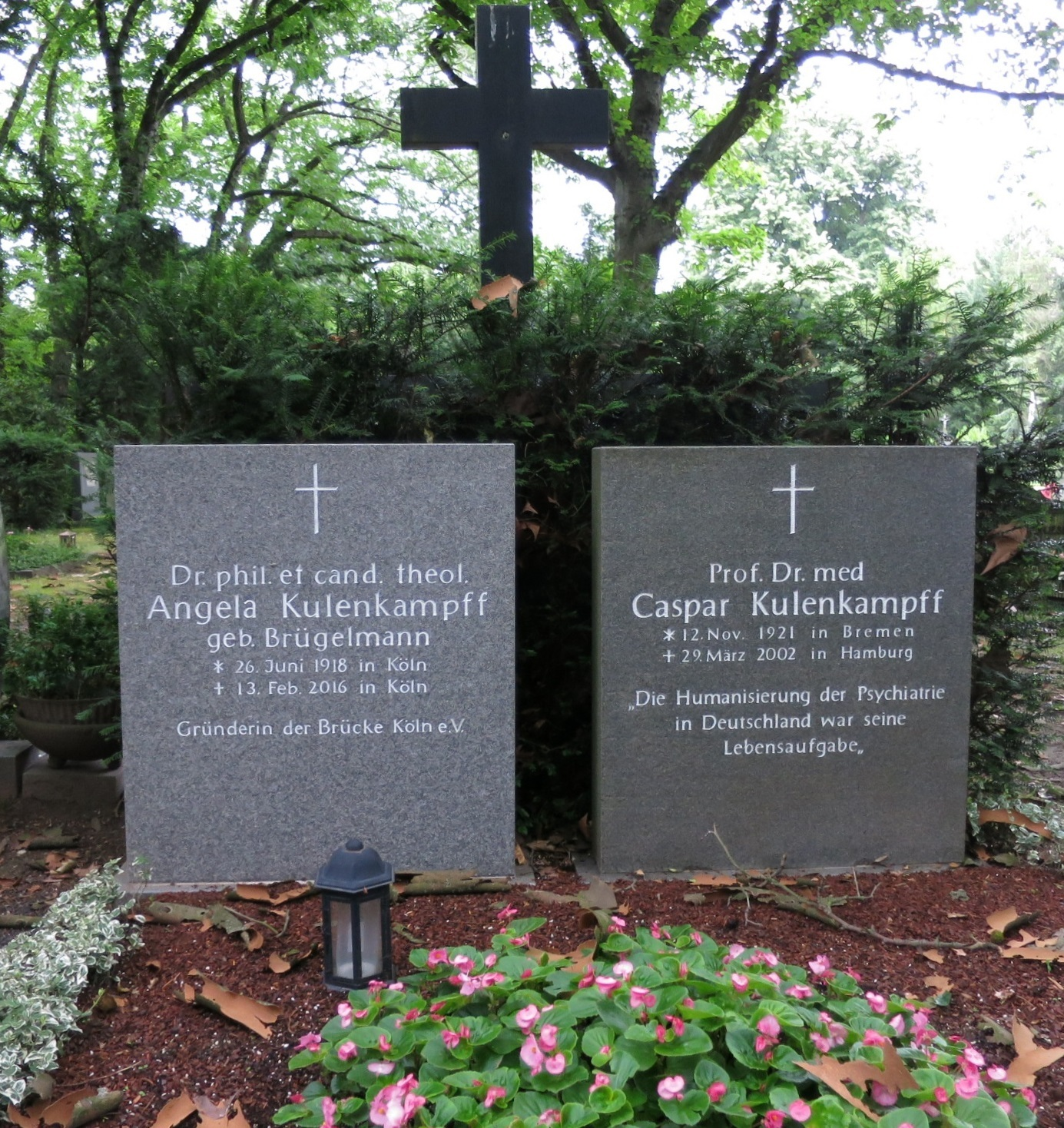
Grabstätte der Eheleute Kulenkampff auf dem Friedhof Melaten

Mit Unterstützung von Walter Picard ging der Auftrag des Deutschen Bundestages an die Bundesregierung hervor, eine Enquete über die Versorgung psychisch Kranker erstellen zu lassen. 1970 übernahm Caspar Kulenkampff den Vorsitz der vom Bundesgesundheitsminister installierten Sachverständigenkommission, deren Ziel eine Darstellung der Lage der Psychiatrie in Deutschland war. Zusätzlich stand Kulenkampff der Expertenkommission der Bundesregierung zur Reform der Versorgung im psychiatrischen Bereich vor. Zu Ehren Kulenkampffs, der Studien zur anthropologischen Psychiatrie verfasste, wurde der Caspar-Kulenkampff-Preis ins Leben gerufen. Verliehen wird dieser Preis in Anerkennung für herausragende Leistungen auf dem Gebiet der Psychiatrie.
Seine Grabstätte befindet sich auf dem Kölner Friedhof Melaten (Lit. L).